# Адамантилбромфениламин
Адамантилбромфениламин (также бромантан, торговые наименования: «ладастен», «адамантилфениламин») — N-(2-адамантил)-N-(2-n-бромфенил)амин — лекарственное средство, психостимулятор, актопротектор, анксиолитик, иммунотропный препарат.

## Фармакологическое действие
- Усиление синтеза и Ca2+-зависимых процессов высвобождения дофамина. Способность препарата усиливать синтез дофамина de novo принципиально отличает препарат от типичных психостимуляторов. За счёт усиления синтеза дофамина, при терапии адамантилбромфениламином не развивается истощения нейрональных резервов катехоламинов.
- Восстановление нарушенной стрессом ГАМК-рецепции и уменьшение экспрессии гена, кодирующего синтез белка переносчика ГАМК GAT-3. GAT-3 является одной из изоформ белка-переносчика ГАМК, осуществляющего обратный захват ГАМК из синаптической щели. За счет снижения экспрессии гена, кодирующего синтез данного белка, повышается содержание ГАМК в синаптической щели, что обеспечивает усиление ГАМК-трансмиссии и является фактором повышения связывания лигандов ГАМК-бензодиазепин-хлорионофорным комплексом.
- Антирадикальное действие: уменьшает активность избыточно повышенных процессов перекисного окисления липидов, способствует сохранению целостности и барьерной функции клеточных и митохондриальных мембран.[2]

## Побочное действие
Со стороны ЦНС: могут отмечаться проявления избыточной активации и расстройства засыпания.
Со стороны сердечно-сосудистой системы: развитие или усугубление сердечной недостаточности, ортостатическая гипотензия; гипертония, редко — аритмия, тахикардия.
Прочие: аллергические реакции (при повышенной индивидуальной чувствительности к препарату).

## Передозировка
При значительной передозировке возможно развитие седативного эффекта. Лечение: неспецифическая дезинтоксикационная терапия.

## Противопоказания
Печёночная недостаточность, хроническая почечная недостаточность, психозы (в том числе в анамнезе), эпилепсия, закрытоугольная глаукома, гиперплазия предстательной железы, артериальная гипотензия, хроническая сердечная недостаточность, беременность, период лактации, повышенная чувствительность, детский возраст до 18 лет.

## Особые указания
При возникновении побочных эффектов со стороны ЦНС обычно не требуется отмены препарата, целесообразно уменьшить его дозу.

## Применение в качестве допинга
Адамантилбромфениламин относится к группе так называемых актопротекторов — препаратов разных групп, повышающих защитные силы организма.
Адамантилбромфениламин разработан советскими военными медиками как средство, повышающее общий иммунитет, выносливость человека.
Было выявлено, что препарат обладает ещё и психостимулирующим действием.
Кроме того, он маскирует употребление стероидов: все стандартные допинг-процедуры, которые практикует МОК, оказывались на фоне приёма адамантилбромфениламина неэффективными.
На Олимпийских играх в Атланте (1996) шестнадцать российских спортсменов попали под «бромантановое» подозрение, из них семеро были дисквалифицированы. В том числе двое призёров — борец Зафар Гулиев и пловец Андрей Корнеев. Однако формально адамантилбромфениламин запрещён ещё не был, к тому же тогда ещё не было веских научных доказательств того, что он является допинговым средством. Россияне подали апелляцию в спортивный арбитраж и выиграли дело. Дисквалификация атлетов была упразднена судейской коллегией. Однако немедленно после этого случая адамантилбромфениламин был внесён в список запрещённых препаратов.
Шестикратная олимпийская чемпионка лыжница Любовь Егорова после победы в гонке на 5 километров на чемпионате мира-97 в Тронхейме была дисквалифицирована на 2 года за использование адамантилбромфениламина, который уже окончательно был внесён в список запрещённых стимуляторов.
В 2003 году стало известно, что ряд футболистов московского «Спартака» (в том числе Егор Титов и Юрий Ковтун) принимали бромантан. Расследование в отношении Титова привело к его дисквалификации на один год.
В 2012 году был дисквалифицирован Владимир Никитин, российский легкоатлет и обладатель рекорда на дистанции 5000 м .